# Perception sélective
La perception sélective est définie comme « la tendance à interpréter de manière sélective ce que l'on observe selon nos intérêts, notre situation sociale, notre expérience et nos attitudes ».
Les études sur la perception selective relèvent principalement de la psychologie, de certaines branches de la philosophie et des neurosciences, où certaines expériences suggèrent que l'attention perceptive est selective.

## Perception visuelle
Notre perception visuelle fonctionne avec l’attention afin de pouvoir filtrer les informations tout en tenant les 
utiles, les indispensables  et  les  pertinentes. Cela  dit, notre perception artistique est élective. L’œil peut se fixer sur une donnée particulière afin d’en saisir les détails dans une plus grande précision ou de se déplacer ici et là, à la recherche de ses objectifs.
Éventuellement, les informations  correspondant à une  finalité esthétique sont choisies, les autres signaux jugés impertinents sont écartés. La perception sélective est également associée à l’anticipation. Elle fait l’hypothèse sur le visible et dirige le regard vers l’exploration de la réalité extérieure.
"Les Chinois, en règle générale, ne représentaient pas les ombres portées et il serait ridicule d’en déduire qu’ils ne les voyaient jamais." comme l'écrit Gombrich.
Cette sélectivité du peintre est indubitablement liée à certaines valeurs esthétiques ou socioculturelles de son époque. Cependant, le contexte historique et socioculturel où se situe le peintre n’explique pas tout. Cette sélectivité est aussi liée à notre architecture cognitive, plus précisément, aux processus dynamiques de traitement perceptif. Elle s’appuie sur des principes d’organisation de notre architecture cognitive et se manifeste dans les comportements humains, aussi bien dans la vie de  tous les jours que dans les activités spécifiées — scientifiques, artistiques, économiques, politiques, par  exemple.

## Voir également
- Biais cognitif
- Dissonance cognitive
- Théorie des organisations